# Nilo Jayme Ferreira da Silva
Nilo Jayme Ferreira da Silva (Rio de Janeiro, 24 de novembro de 1932) é um militar e pentatleta brasileiro. 

## Carreira esportiva
Militar por formação (coronel), começou a praticar esportes no colégio militar. Conheceu o pentatlo moderno as 21 anos.
Em 1956 foi campeão sul-americano em Montevidéu, mesmo ano em que participou dos Jogos Olímpicos de 1956 em Melbourne, ficando sem posição no individual e por equipe. 
Em 1957 foi medalhista de ouro por equipe do IX Campeonato Internacional Militar, em Bruxelas.
Nos Jogos Pan-Americanos de 1963, em São Paulo, conquistou a medalha de prata por equipe. Após essa competição, encerrou sua participação na seleção para se dedicar ao pentatlo militar. Parou de competir em 1964 e seguiu a carreira militar, aposentando-se em 1984. Atualmente, vive no Rio de Janeiro.